# 歴史の研究
『歴史の研究』（れきしのけんきゅう、A Study of History）は、イギリスの歴史家アーノルド・J・トインビーの著作である。
歴史を文明の興亡の視点から論じたもので、1934年から1954年にかけて執筆された。

## 概要
1889年に生まれたトインビーは、オックスフォード大学で古典学を学び、外務省でパリ講和会議の専門委員会に携わり、また王立国際問題研究所の部長として勤務した経験もある。1914年に第一次世界大戦が勃発していた時期に、トインビーはオックスフォード大学でトゥキディデスの『戦史』を講義していたが、ペロポネソス戦争に直面した古代ギリシアと世界大戦に直面するヨーロッパ文明が類似しているという着想を得て、その視座を世界全体に拡大する本書『歴史の研究』の構想が準備されていった。本書は12巻から成り立っており、まず1934年に3巻までが、1939年に6巻までが、1954年に10巻までが出版された。さらに考察しなおしたものが1961年に第11巻と第12巻として発表される。
まずトインビーは国家を中心とする歴史観を否定し、文明社会を中心とした歴史観を提示する。トインビーは西欧文明の優位を退けながら、第一代文明であるシュメール、エジプト、ミノス、インダス、殷、マヤ、アンデス、第二代文明であるヘレニック（ギリシア・ローマ）、シリア、ヒッタイト、バビロニア、インド、中国、メキシコ、ユカタン、そして第三代文明であるヨーロッパ、ギリシア正教、ロシア、イラン、アラブ、ヒンドゥー、極東、日本、朝鮮、以上の21の文明を世界史的な観点から記述することを試みる。トインビーはこの第三代までの諸文明は歴史的に概観すると親子関係にあり、文明は発生、成長、衰退、解体を経て次の世代の文明へと移行すると考えていた。
トインビーがこのような歴史観に基づきながら説くところでは、文明は外部における自然・人間環境と創造的な指導者の二つの条件によって発生し、気候変動や自然環境、戦争、民族移動、人口の増大の挑戦に応戦しながら成長する。しかし文明は挑戦に応戦することに失敗することによって弱体化をはじめ、衰退に向かうようになる。そこで指導者は新しい事態への対応能力を失い、社会は指導者に従わなくなり、統一性が損なわれる。最後には内部分裂が進むことで、指導者は保身のために権力を強化し、結果的に大衆はプロレタリアートによる反抗を通じて文明は解体される、とトインビーは定式化する。

## 構成
英語の原書は12冊での構成。下島連等（「歴史の研究」刊行会、経済往来社）による日本語訳は全25冊刊行。
- 序論（原書 I、邦訳第1巻） Introduction
- 文明の発生（原書 I-II、邦訳第2-4巻）The Geneses of Civilizations
- 文明の成長（原書 III、邦訳第5-6巻）The Growths of Civilizations
- 文明の挫折（原書 IV、邦訳第7-8巻）The Breakdowns of Civilizations
- 文明の解体（原書 V-VI、邦訳第9-13巻）The Disintegrations of Civilizations
- 世界国家（原書VII、邦訳第14巻）Universal States
- 世界教会（原書VII、邦訳第15巻）Universal Churches
- 英雄時代（原書VIII、邦訳第16巻）Heroic Ages
- 文明の空間に於ける接触（原書VIII、邦訳第17巻）Contacts between Civilizations in Space
- 文明の時間に於ける接触 : ルネサンス（原書IX、邦訳第18巻）Contacts between Civilizations in Time (Renaissances)
- 歴史における法則と自由（原書IX、邦訳第18-19巻）Law and Freedom in History
- 西欧文明の前途（原書IX、邦訳第19巻）The Prospects of the Western Civilization
- 歴史家の霊感（原書X、邦訳第20巻）The Inspirations of Historians
- 歴史地図（原書XI、邦訳第24巻）Historical Atlas and Gazetteer
- 再考察（原書XII、邦訳第21-23巻）Reconsiderations
- 索引（邦訳第25巻）

### 短縮版
D・C・サマヴェルによる短縮版（全3巻, 1946-1960）が出版された。
- 『トインビー 歴史の研究』全3巻、長谷川松治訳、社会思想社、1975年
- 『図説 歴史の研究』桑原武夫（代表）・多田道太郎・橋本峰雄・樋口謹一訳、学研、1975年（全1巻）、1976年（全3分冊）